# Герб Малопольского воеводства
Герб Малопольского воеводства (пол. Herb województwa małopolskiego) — один из официальных символов Малопольского воеводства Польши. Утверждён Постановлением Сеймика Малопольского воеводства № VIII / 73/99 от 24 мая 1999 года.

## Описание
Официальное описание герба Малопольского воеводства:

Гербом Малопольского воеводства является: Белый коронованный орел (с золотой короной, так называемый открытой), с золотой полосой на крыльях, заканчивающейся трилистником, с золотыми клювом, языком и когтями, в красном поле.
Оригинальный текст (пол.)Herbem Województwa Małopolskiego jest: Orzeł biały ukoronowany (koroną złotą, tzw. otwartą), ze złotą przepaską na skrzydłach zakończoną trójliściem, ze złotym dziobem, językiem i szponami, w polu czerwonym.— Biuletyny Informacji Publicznej Województwa Małopolskiego.
Герб известен со времён правления Казимира III Великого в XIV веке. Герб изначально представлял собой коронованного белого орла и был идентичен гербу короля и Королевства Польского.